# Escape With Romeo
Escape With Romeo est un groupe allemand de rock, originaire de Cologne, actif entre 1989 et 2019. Son style musical est décrit de la manière suivante : « le post-punk rencontre la musique électronique moderne ».

## Histoire
Escape With Romeo est formé à Cologne en 1989 par le chanteur et guitariste Thomas Elbern. Auparavant, il était leader de la formation new wave Strange State, puis a été guitariste et auteur-compositeur dans le groupe de dark wave / rock indépendant Pink Turns Blue.
Le premier single du groupe, Somebody (issu du premier album éponyme), devient un succès sur scène. Le claviériste Martin Pott rejoint le groupe dès leur deuxième album, Autumn on Venus.
Leurs cinq premiers albums sont sortis sur le label Sound Factory. À partir de 2001, le groupe passe au label Zeitklang Records, dirigé par Thomas Elbern. En 2017, le groupe annonce sa séparation sur son site web. Après une dernière tournée en 2018 et deux apparitions dans des festivals à l'été 2019, Escape With Romeo se sépare.
Le groupe se reforme finalement plus tard et annonce un nouvel album pour 2022.

## Discographie

### Albums studio
- 1989 : Escape With Romeo
- 1991 : Autumn on Venus
- 1993 : Next Stop Eternally
- 1996 : Blast of Silence
- 1998 : How Far Can You Go
- 2001 : Come Here White Light
- 2002 : Love Alchemy
- 2004 : Psalms of Survival
- 2007 : Emotional Iceage
- 2012 : Samsara
- 2015 : After the Future

### Compilations
- 1994 : Like Eyes in the Sunshine
- 2009 : History

### EP
- 1990 : Nothing Lasts Forever, Except...
- 1992 : Stripped
- 2003 : Stripped Again

### Singles
- 1991 : Somebody
- 1992 : Serious
- 1992 : Helicopters in the Falling Rain
- 1998 : Lovesick
- 2002 : Anteroom for Your Love

### DVD
- 2006 : Document (live à Cologne en décembre 2003)